# Orde van de Turkse Republiek
De Orde van de Turkse Republiek (Turks: Türkiye Cumhuriyeti Devlet Nişanı) is de hoogste onderscheiding die door de president van Turkije aan buitenlanders wordt toegekend. De orde is de opvolger van de vele orden van de sultans uit het Huis van Osman. In het seculiere maar door Aziatische tradities beheerste land kreeg de orde geen grootkruisen of ridders zoals in Europese orden. In plaats daarvan werd voor de aanduiding "Lid" gekozen.
De Orde van de Turkse Republiek wordt door de president op besluit van de ministerraad aan de staatshoofden en presidenten toegekend ter erkenning van hun bijdragen voor het verbeteren van de vriendschappelijke betrekkingen tussen hun respectieve landen en Turkije.
Men draagt het versiersel aan een rood lint met borduursel in de vorm van witte meanderende lijnen om de hals.

## Ontvangers
|    | Jaar | Land                  | Naam                               | Functie                              | Uitgereikt door      | Ref.          |
| -- | ---- | --------------------- | ---------------------------------- | ------------------------------------ | -------------------- | ------------- |
| 1  | 1994 | Polen                 | Lech Wałęsa                        | President van Polen                  | Süleyman Demirel     | [ 1 ]         |
| 2  | 1997 | Azerbeidzjan          | Haydar Aliyev                      | President van Azerbeidzjan           | Süleyman Demirel     |               |
| 3  | 1997 | Bosnië en Herzegovina | Alija Izetbegović                  | President van Bosnië en Herzegovina  | Süleyman Demirel     |               |
| 4  | 1998 | Egypte                | Hosni Moebarak                     | President van Egypte                 | Süleyman Demirel     |               |
| 5  | 1999 | Kroatië               | Franjo Tuđman                      | President van Kroatië                | Süleyman Demirel     | [ 2 ]         |
| 6  | 1999 | Georgië               | Edoeard Sjevardnadze               | President van Georgië                | Süleyman Demirel     |               |
| 7  | 1999 | Roemenië              | Emil Constantinescu                | President van Roemenië               | Süleyman Demirel     |               |
| 8  | 1999 | Verenigde Staten      | Bill Clinton                       | President van de Verenigde Staten    | Süleyman Demirel     | [ 3 ]         |
| 9  | 1999 | Finland               | Martti Ahtisaari                   | President van Finland                | Süleyman Demirel     | [ 4 ]         |
| 10 | 2000 | Duitsland             | Johannes Rau                       | President van Duitsland              | Süleyman Demirel     | [ 5 ] [ 6 ]   |
| 11 | 2000 | Polen                 | Aleksander Kwaśniewski             | President van Polen                  | Süleyman Demirel     |               |
| 12 | 2000 | China                 | Jiang Zemin                        | President van China                  | Süleyman Demirel     | [ 7 ] [ 8 ]   |
| 13 | 2000 | Tsjechië              | Václav Havel                       | President van Tsjechië               | Ahmet Necdet Sezer   | [ 9 ] [ 10 ]  |
| 14 | 2007 | Saoedi-Arabië         | Abdoellah bin Abdoel Aziz al-Saoed | Koning van Saoedi-Arabië             | Abdullah Gül         | [ 11 ]        |
| 15 | 2008 | Verenigd Koninkrijk   | Elizabeth II                       | Koningin van het Verenigd Koninkrijk | Abdullah Gül         | [ 12 ] [ 13 ] |
| 16 | 2009 | Portugal              | Aníbal Cavaco Silva                | President van Portugal               | Abdullah Gül         | [ 14 ] [ 15 ] |
| 17 | 2009 | Kazachstan            | Noersoeltan Nazarbajev             | President van Kazakistan             | Abdullah Gül         | [ 16 ] [ 17 ] |
| 18 | 2009 | Italië                | Giorgio Napolitano                 | President van Italë                  | Abdullah Gül         | [ 18 ] [ 19 ] |
| 19 | 2011 | Pakistan              | Asif Ali Zardari                   | President van Pakistan               | Abdullah Gül         | [ 20 ] [ 21 ] |
| 20 | 2012 | Turkmenistan          | Gurbanguly Berdimuhamedow          | President van Turkmenistan           | Abdullah Gül         | [ 22 ]        |
| 21 | 2012 | Nederland             | Beatrix                            | Koningin van Nederland               | Abdullah Gül         | [ 23 ] [ 24 ] |
| 22 | 2013 | Zweden                | Karel XVI Gustaaf                  | Koning van Zweden                    | Abdullah Gül         | [ 25 ] [ 26 ] |
| 23 | 2013 | Noorwegen             | Harald V                           | Koning van Noorwegen                 | Abdullah Gül         | [ 27 ] [ 28 ] |
| 24 | 2013 | Azerbeidzjan          | İlham Aliyev                       | President van Azerbeidzjan           | Abdullah Gül         | [ 29 ]        |
| 25 | 2013 | Luxemburg             | Hendrik van Luxemburg              | Groothertog van Luxemburg            | Abdullah Gül         | [ 30 ]        |
| 26 | 2015 | België                | Filip I                            | Koning van België                    | Recep Tayyip Erdoğan | [ 31 ]        |
| 27 | 2016 | Saoedi-Arabië         | Salman bin Abdoel Aziz             | Koning van Saoedi-Arabië             | Recep Tayyip Erdoğan | [ 32 ] [ 33 ] |
| 28 | 2017 | Koeweit               | Sabah Al-Ahmad Al-Jaber Al-Sabah   | Emir van Koeweit                     | Recep Tayyip Erdoğan | [ 34 ]        |
| 29 | 2017 | Tunesië               | Beji Caid Essebsi                  | President van Tunesië                | Recep Tayyip Erdoğan | [ 35 ]        |
| 30 | 2019 | Maleisië              | Mahathir Mohammed                  | Premier van Maleisië                 | Recep Tayyip Erdoğan | [ 35 ]        |